# Archeologia (film)
Archeologia – wielokrotnie nagrodzony polski krótkometrażowy film dokumentalny z 1967 roku zrealizowany przez Andrzeja Brzozowskiego. Autorem zdjęć jest Janusz Czecz.

## O filmie
Tematyka filmu związana jest z archeologią współczesną, ściślej biorąc, z makabrycznymi odkryciami na terenie Auschwitz-Birkenau (w III krematorium obozu koncentracyjnego). 
Andrzej Brzozowski otrzymał za produkcję tę wiele nagród:
- Srebrny Lajkonik (Nagrodę Przewodniczącego PRN Krakowa) na Ogólnopolskim Festiwalu Filmów Krótkometrażowych w Krakowie w 1968 roku;
- Srebrny Kompas na Festiwalu Filmów Krajoznawczych i Turystycznych w Warszawie w 1968 roku;
- Nagrodę Główną - Krzyż Maltański - na Festiwalu Filmów Krótkometrażowych w Cordobie w 1970 roku;
- I Nagrodę na Muzealnym Przeglądzie Filmów w Kielcach w 1973 roku.